# Hindmarsh Stadium
Hindmarsh Stadium – stadion sportowy położony w Adelaide. Obecnie mecze na tym obiekcie rozgrywa piłkarska drużyna Adelaide United. Stadion został wybudowany w 1960, a zmodernizowany został w 2000. Obiekt był wykorzystywany podczas Letnich Igrzysk Olimpijskich w 2000.
Najemnicy stadionu:
- Adelaide City (NSL; 1986–2004)
- West Adelaide SC (NSL; ? – 1999)
- Adelaide Rams (NRL; 1998)
- Adelaide United (A-League; 2005 – nadal)